# Ueno Asami
Dans ce nom japonais, le nom de famille, Ueno, précède le nom personnel.
Ueno Asami (上野 愛咲美), née le 26 octobre 2001 à Tokyo au Japon, est une Joueuse de go professionnelle 4e Dan affiliée à la Nihon Ki-in. Elle est l'élève de Fujisawa Kazunari.

## Biographie
Elle nait le 26 octobre 2001 à Tokyo et apprend le go à l'âge de quatre ans sur la recommandation de son grand-père et devient plus tard l'élève du huitième dan Fujisawa Kazunari. Elle devient joueuse professionnelle en 2016. 
Sa petite sœur, Ueno Risa 1 Dan Professionnel, est également devenue pro en 2019. 

## Titres
• Vainqueur de l'édition Kisei féminine 2018, âgée de 16 ans et 3 mois, devenant ainsi la joueuse la plus jeune ayant jamais gagné la compétition. 
• A conservé son titre féminin Kisei en 2019, battant Fujisawa Rina 2-0.
• Finaliste du tournoi Ryusei 2019. C'était la première fois qu'une joueuse au Japon devenait finaliste dans un tournoi mixte (hommes et femmes) professionnel.
• A remporté le titre féminin Honinbo en 2019, battant Fujisawa Rina 3-1.
• Vainqueur du tournoi Saikyo en 2020. 
• Vainqueur de la Senko Cup en 2022.